# Rhagadochir
Rhagadochir (лат.) — род эмбий из подсемейства Scelembiinae (Archembiidae). Африка.

## Описание
Встречается в Афротропике. Род Rhagadochir отмечен в центральной и восточной Африке: Rhagadochir vosseleri, R. carpenteri (Танзания), R. beauxii (Уганда), R. malkini, R. vilhenai (Ангола) и R. virgo (Конго). Все виды известны только из типовой местности. Rhagadochir можно отличить от других Archembiidae по тому, что кончики каудального выступа левого гемитергита 10Lp1 полностью сросшиеся, а внешний край каудального выступа правого гемитергита 10Rp1 с сильной выемкой. Его также можно отличить от Pararhagadochir по следующим признакам: передний край Sm прямой (не вогнутый), зубцы острые (медиальные маленькие), и только один молярный зуб на мандибулу (маленький и незаметный).
У Rhagadochir virgo найдены только самки этого вида, насекомые размножаются путем партеногенеза.

## Классификация
Род был впервые выделен в 1912 году немецким энтомологом Гюнтером Эндерляйном (Günther Enderlein; 1872—1968) с типовым видом Embia vosseleri Enderlein. Росс (1960) перевёл все виды, кроме двух в свой новый род Scelembia с типовым видом Rhagadochir malkini; но эти изменения были подкреплены только различиями в окраске. В новом анализе 2004 года (Szumik, 2004), таксон Scelembia представляется парафилетическим по отношению к Rhagadochir. Поскольку группа явно однородна, Scelembia должна считаться младшим синонимом Rhagadochir.
- Rhagadochir beauxii Davis
- Rhagadochir carpenteri Davis, 1940[5]
- Rhagadochir malkini Ross, 1952[6]
- Rhagadochir vilhenai Ross, 1952
- Rhagadochir virgo (Ross, 1960)[7]
- Rhagadochir vosseleri  (Enderlein, 1909)[8]